# Radivoje Brajović
Radivoje Brajović (Peć, 1935.), bivši je predsjednik predsjedništva SR Crne Gore od svibnja 1986. do svibnja 1988. godine. Bio je predsjednikom Izvršnog vijeća SR Crne Gore od 1982. do 1986. godine. Bio je članom Saveza komunista Crne Gore. Jedan je od osnivača i utemeljivača SDP-a Crne Gore i odbora za nezavisnu Crnu Goru.
Listopada 1988. je najavio ostavku iz kolektivnog predsjedništva Crne Gore nakon demonstracija koje je organizirao Slobodan Milošević.